# Enders
Enders – jednostka osadnicza w Stanach Zjednoczonych, w stanie Nebraska, w hrabstwie Chase.